# Styrax hainanensis
Styrax hainanensis là một loài thực vật có hoa trong họ Bồ đề. Loài này được F.C. How miêu tả khoa học đầu tiên năm 1974.